# Lecanora helva
Lecanora helva är en lavart som beskrevs av Stizenb. . Lecanora helva ingår i släktet Lecanora och familjen Lecanoraceae.   Inga underarter finns listade i Catalogue of Life.